# Matest Mendelevič Agrest
Mates (Matest) Mendelevich Agrest (20 luglio 1915 – 20 settembre 2005) è stato un matematico russo, sostenitore della teoria degli antichi astronauti..

## Biografia
Agrest nacque a Mogilev, in Bielorussia, il 20 luglio 1915. Si laureò presso l'Università statale di Leningrado nel 1938 e conseguì il dottorato in scienze, fisica e matematica nel 1946. Nel 1970 divenne responsabile del laboratorio dell'università. Si ritirò nel 1992 ed emigrò con sua moglie Riva a Charleston, in Carolina del Sud, negli Stati Uniti.
Agrest è autore di oltre 100 articoli scientifici e cinque monografie sui temi della matematica, della fisica e dell'astronomia. Alcuni dei suoi articoli erano dedicati al tema della possibilità di paleocontatti tra esseri intelligenti extraterrestri e terrestri. Il suo articolo "Космонавты древности" (tradotto a volte con Astronauti di Yore, e anche come Antichi Astronauti, letteralmente: Cosmonauti dell'Antichità), pubblicato nel 1961 a Mosca, è stato tradotto in molte lingue. Agrest è stato definito il primo scienziato ad avanzare la teoria secondo cui la Terra era stata visitata in epoca preistorica da esseri intelligenti provenienti dallo spazio.
In un'opera del 1959, fece una serie di affermazioni non ortodosse, come quella secondo cui il basamento megalitico di Baalbek era stato usato come sito di lancio per astronavi, e che la distruzione di Sodoma e Gomorra fu il risultato di un'esplosione nucleare fatta detonare da extraterrestri.
Agrest fu una grande fonte d'ispirazione per figure successive come Erich von Däniken e Zecharia Sitchin, che negli ultimi decenni divulgarono la teoria degli antichi astronauti ed è stato descritto come il decano tra i sostenitori della stessa.
Agrest era membro della Ancient Astronaut Society e ha contribuito con una serie di articoli ai periodici della società.